# Moises Dueñas

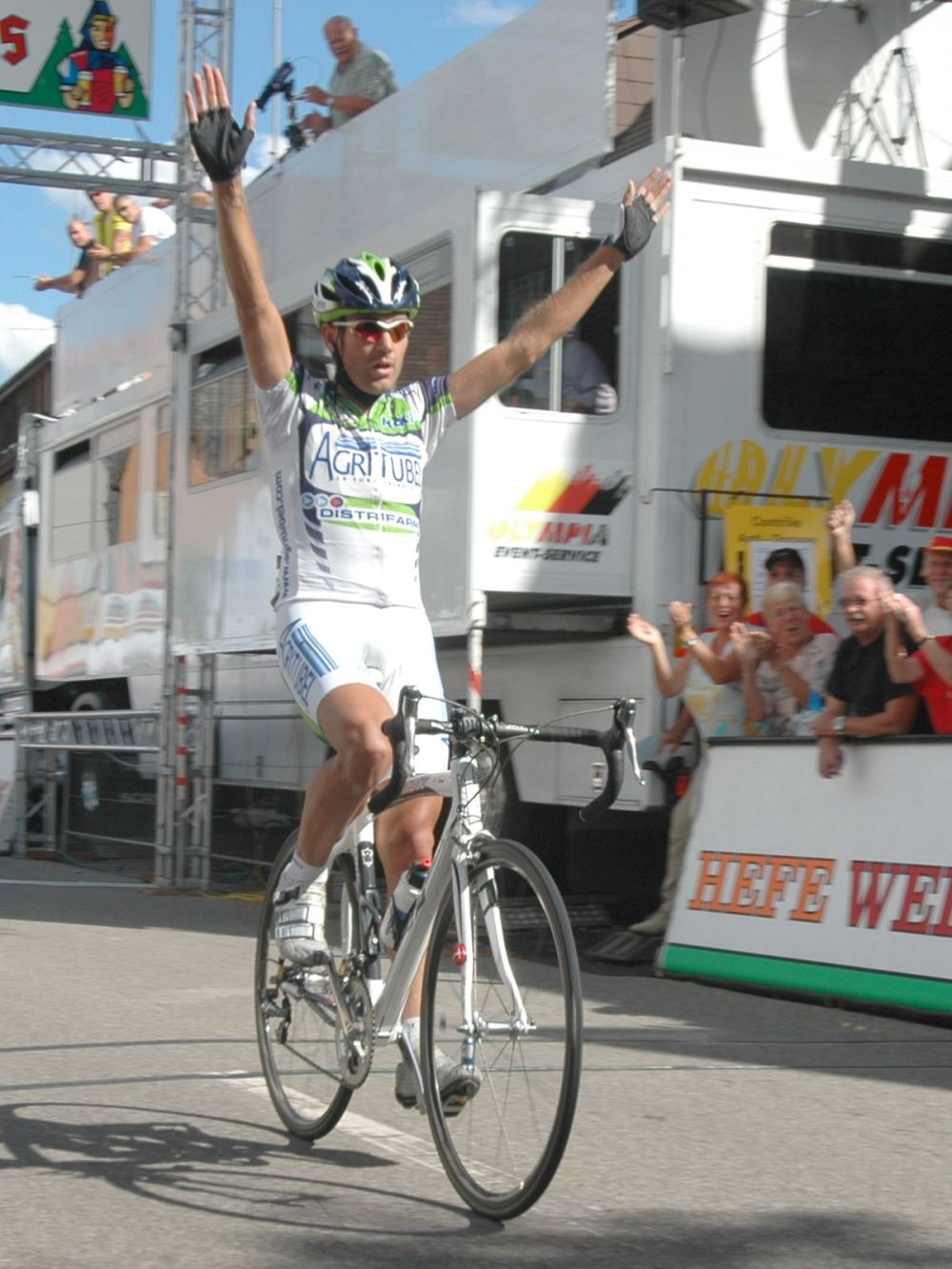
Moisés Dueñas Nevado

Moisés Dueñas Nevado, född 10 maj 1981 i Béjar, Salamanca, är en professionell spansk tävlingscyklist. Han har för tillfället avstängd från cykelsporten efter att ha erkänt EPO-användning. Dueñas tävlade senast för Barloworld under en del av säsongen 2008.

## Karriär

### Amatör
Som amatör tävlade Moisés Dueñas för Cropusa fram till 2003. Under 2002 vann han etapp 3 på Circuito Montañés, en tävling där han i slutändan slutade trea. Under åren med det spanska stallet Cropusa gjorde han bra ifrån sig på etapplopp. Han slutade trea i det spanska loppet Bidasoa Itzulia och Vuelta a Zamora. 

### Professionell
Han blev professionell 2004 med Relax-Bodysol och slutade tvåa på etapp 6 av Tour de l'Avenir, en tävling som liknar Tour de France men är för amatörer och semiprofessionella, efter Christophe Kern.
Han fortsatte att tävla för Relax-stallet, som inför säsongen 2005 bytte namn till Relax-Fuenlabrada. Men hade inga stora resultat under året, men spanjoren fick delta i Vuelta a España för det spanska stallet. Sitt bästa resultat på tävling kom när han slutade på nionde plats under etapp 18.
Året därpå valde han att byta stall till det franska Agritubel och han stannade med dem under två år. Under säsongen 2006 vann Moisés Dueñas Tour de l'Avenir framför Robert Gesink och Tom Stubbe. Han vann också tävlingens sjätte etapp. Etappsegern blev Moises Duenas första vinst som professionell. Året därpå vann han den andra etappen på Rothaus Regio-Tour International 2007 och tog i slutet av tävlingen hem totalsegern framför den ryska cyklisten Michail Ignatjev. I oktober 2007 blev det klart att Moisés Dueñas skulle fortsätta sin karriär i Barloworld under säsongen 2008.
Moisés Dueñas blev gripen den 16 juli 2008 i Frankrike, under Tour de France 2008, misstänkt för dopning med EPO. Dueñas lämnade ifrån sig ett positivt A-provet under den fjärde etappen. Han skickades därför hem med omedelbar verkan från tävlingen, där han låg på 19:e plats i sammandraget och blev den andra cyklisten att kastas ut från tävlingen. Moisés Dueñas erkände efter sitt positiva test att han hade dopat sig och namngav också den läkare som enligt Dueñas gett honom dopningspreparat.

### Comeback
I augusti 2009 återvände Moisés Dueñas till cykelklungan med amatörlaget Supermercados Froiz. Under året 2009 vann Moisés Dueñas Nevado den andra etappen av Vuelta a Salamanca 2009. Han slutade tävlingen på andra plats bakom den chilenska cyklisten Carlos Oyarzun. Han slutade på fjärde plats på GP Vilas de Pontevedra i september. År 2010 vann han en etapp på Cinturó de l'Empordà och slutade tvåa i tävlingen bakom José Herrada. Han vann också en etapp i Vuelta a Salamanca. Dueñas har sedan dess fortsatt att tävla på amatörnivå.

## Privatliv
Moisés Dueñas Nevado är äldre bror till Héctor Dueñas Nevado, även han cyklist.

## Meriter
2001
2:a, GP Ciudad de Vigo
2002
1:a, etapp 3, Circuito Montañés
2:a, etapp 4, Circuito Montañés
3:a, Clasica Internacional Txuma
3:a, Circuito Montañés
2003
2:a, etapp 4, Giro delle Regione, U23
2:a, etapp 2, Bidasoa Itzulia
2:a, etapp 2, Vuelta a Zamora
3:a, etapp 2, Vuelta Ciclista a Valladolid
3:a, Bidasoa Itzulia (ESP)
3:a, Vuelta a Zamora
2004
2:a, etapp 6, Tour de l'Avenir
3:a, etapp 10, Tour de l'Avenir
2006 – Agritubel
1:a, Tour de l'Avenir
Etapp 6
2:a, etapp 9, Tour de l'Avenir
61:a, Tour de France 2006
2007 – Agritubel
1:a, Rothaus Regio-Tour International
Etapp 2, Rothaus Regio-Tour International
2:a, etapp 4, Rothaus Regio-Tour International
39:a, Tour de France 2007
2009
1:a, etapp 2, Vuelta a Salamanca
2:a, Vuelta a Salamanca

## Stall
- 2004 Relax-Bodysol
- 2005 Relax-Fuenlabrada
- 2006-2007 Agritubel
- 2008 Barloworld